# Rennrudern

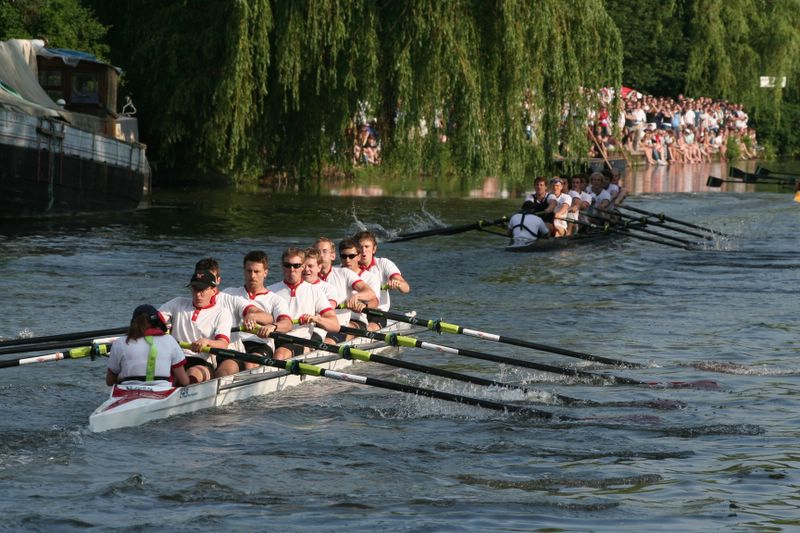
Achter-Rennen

Rennrudern ist eine Ausprägung des Rudersports, bei der in möglichst kurzer Zeit eine vorgegebene Strecke zurückgelegt werden soll.
Meistens treten die Ruderer bei Wettkämpfen, Regatta genannt, direkt gegeneinander auf einer Regattastrecke an. Dabei beträgt die olympische Distanz im Rudern 2000 Meter, auf den meisten DRV-Regatten wird jedoch nur eine Streckenlänge von 1000 Metern gefahren. Es gibt jedoch auch Sprintrennen, meistens über eine Distanz von 350 Metern, wie zum Beispiel die Ruder-Bundesliga, aber auch Langstreckenrennen über eine längere Distanz wie der Rheinmarathon von Leverkusen nach Düsseldorf.

## Wettkämpfe
Die meisten im Rudern ausgetragenen Wettkämpfe werden Regatten genannt. Zusätzlich zu den Wettbewerben auf dem Wasser werden – meistens im Winter – Ergometerwettkämpfe auf Ruder-Ergometern ausgetragen. Der wahrscheinlich bekannteste Ruderwettkampf ist das Boat Race zwischen den Achtern der Universitäten Oxford und Cambridge.

### Internationale Wettkämpfe
Im Rudern finden jährlich Weltmeisterschaften und Europameisterschaften. Des Weiteren findet seit 1997 ebenfalls jährlich der Ruder-Weltcup statt, jedes Jahr an drei verschiedenen Stationen. Rudern ist auch eine olympische Sommersportart, alle vier Jahre finden also Ruderwettkämpfe in den 14 olympischen Bootsklassen statt. Diese Wettkämpfe sowie weitere internationale Regatten werden nach den Wettkampfregeln der FISA, meist über eine Strecke von 2000 Metern bzw. 1500 Metern im Juniorenbereich, ausgetragen.

### Nationale Wettkämpfe
Regatten in Deutschland werden meist nach den „Ruder-Wettkampfregeln“ (RWR) des DRV ausgetragen, für Kinder bis 14 Jahre gelten die „Bestimmungen für Durchführung von Jungen- und Mädchenwettbewerben“, Veranstalter können jedoch die bestehenden Regeln (den Gegebenheiten entsprechend) anpassen. Auf den meisten Regatten beträgt die Streckenlänge 1000 Metern, es werden jedoch auch Sprintregatten (meist über 350 Meter) sowie Langstreckenregatten über 6 Kilometer bzw. 3 Kilometer im Jugendbereich ausgetragen.
Beispiele:
- Deutsches Meisterschaftsrudern
- Ruder-Bundesliga
- Bundeswettbewerb für Jungen und Mädchen

## Bootsklassen
Rennruderboote unterscheiden sich von Wanderruderbooten dadurch, dass sie deutlich leichter gebaut sind und einen kleineren Querschnitt haben. Dadurch können mit Rennruderbooten deutlich höhere Geschwindigkeiten erreicht werden.
Im Rennrudern wird zwischen den olympischen Bootsklassen, die auch bei der olympischen Ruderregatta ausgefahren werden, und den nichtolympischen Bootsklassen, die nur auf Weltmeisterschaften ausgefahren werden, unterschieden.

### Olympische Bootsklassen

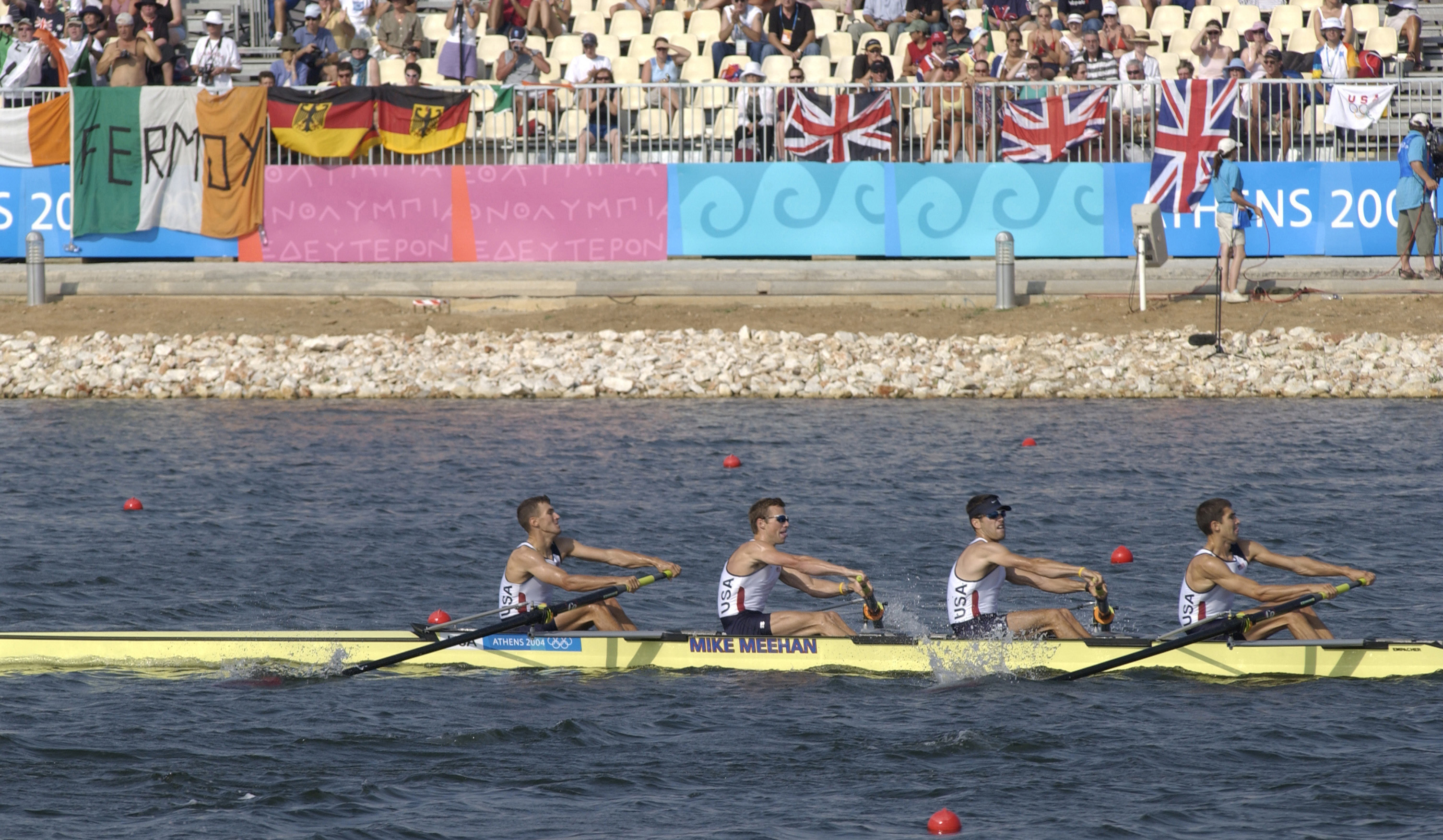
Leichtgewichts-Männervierer ohne Steuermann (LM4-) bei den Olympischen Sommerspielen 2004

Es existieren insgesamt 14 olympische Bootsklassen bzw. Wettbewerbe verteilt auf sechs verschiedene Bootstypen. Die sechs Bootstypen lassen sich auf drei Skull- und drei Riemenboote aufteilen. Seit den Ruder-Weltmeisterschaften 2018 gibt es für Männer und Frauen gleich viele Wettbewerbe. Die Anzahl der Wettbewerbe ist seit 1976 bei 14 geblieben. Jedoch sind im Laufe der Zeit immer wieder Wettbewerbe hinzugefügt worden und dafür andere gestrichen worden.
| Männer: | Frauen: |
| --- | --- |
| - Einer (M1x), auch Skiff genannt - Doppelzweier (M2x) - Leichtgewichts-Doppelzweier (LM2x) - Doppelvierer (M4x) - Zweier ohne Steuermann/-frau (M2–) - Vierer ohne Steuermann/-frau (M4–) - Achter (M8+) (mit Steuermann) | - Einer (W1x), (Skiff) - Doppelzweier (W2x) - Leichtgewichts-Doppelzweier (LW2x) - Doppelvierer (W4x) - Zweier ohne Steuerfrau/-mann (W2–) - Vierer ohne Steuerfrau/-mann (M4–) - Achter (W8+) (mit Steuerfrau) |

Ab den Olympischen Sommerspielen 2028 werden die Wettkämpfe im Leichtgewichtsrudern ersetzt durch Wettbewerbe im Küstenrudern.

### Nichtolympische Bootsklassen
Es gibt insgesamt 6 nichtolympische Bootsklassen, jeweils drei für Männern und Frauen.
| Männer: | Frauen: |
| --- | --- |
| - Leichtgewichts-Einer (LM1x), (Skiff) - Leichtgewichts-Doppelvierer (LM4x) - Leichtgewichts-Zweier ohne Steuermann/-frau (LM2–) | - Leichtgewichts-Einer (LW1x), (Skiff) - Leichtgewichts-Doppelvierer (LW4x) - Leichtgewichts-Zweier ohne Steuerfrau/-mann (LM2–) |

### Para-Bootsklassen

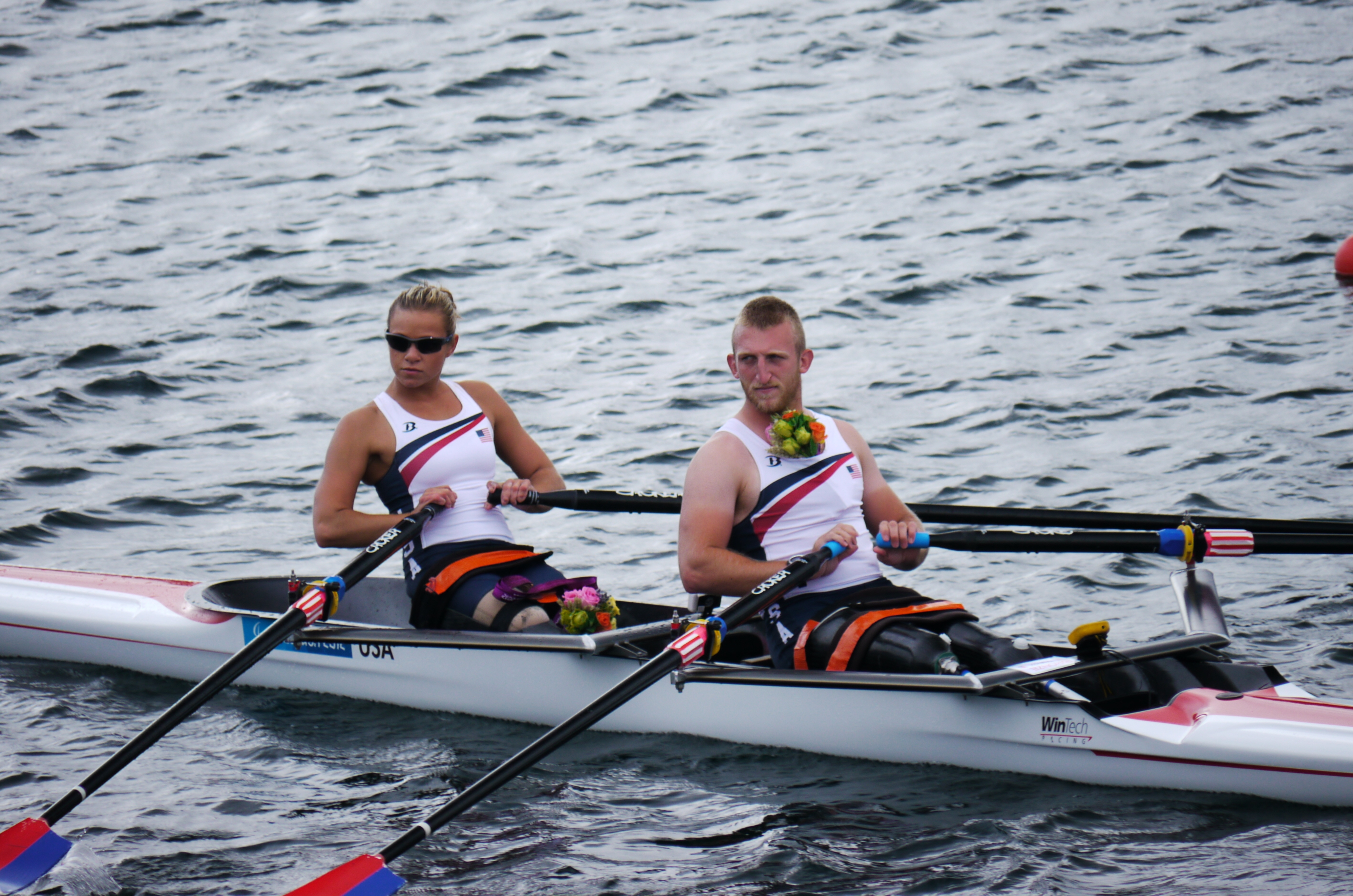
Oksana Masters und Rob Jones, Bronzemedaillengewinner im TAMix2x bei den Sommer-Paralympics 2012

Rudern ist seit 2008 eine paralympische Sportart. Es werden auf internationaler Ebene (Weltmeisterschaften und Paralympics) neun Bootsklassen ausgefahren. Davon sind vier paralympisch. Im Gegensatz zu den Ruderern ohne Behinderung gibt es auch Mixed-Wettbewerbe, in denen die Mannschaft zur Hälfte aus Männern und Frauen besteht. Die Sportler werden entsprechend der Behinderung in drei Klassen eingeteilt. Seit 2017 wird über die olympische Distanz von 2000 m gerudert.

#### PR1
In dieser Klasse rudern die Athletin beziehungsweise der Athlet im Einer nur mit Armen und Schultern, da die Rumpfstabilität bei diesen Sportlern beeinträchtigt ist oder fehlt. Aus diesem Grund wird der Ruderer am Oberkörper fest am Boot fixiert. Schwimmkörper unter den Auslegern des Bootes sind vorgeschrieben. Die beiden Wettbewerbe sind paralympisch.
- Frauen-Festsitz-Einer (PR1W1x)
- Männer-Festsitz-Einer (PR1M1x)

#### PR2
Die Ruderer sind an den Oberschenkeln am Boot fixiert. Der Vortrieb erfolgt also zusätzlich zu Armen und Schultern auch mit dem Oberkörper. Nur der Doppelzweier ist eine paralympische Bootsklasse.
- Mixed-Doppel-Zweier (PR2Mix2x)
- Frauen-Festsitz-Einer (PR2W1x)
- Männer-Festsitz-Einer (PR2M1x)

#### PR3
Die Ruderer können die komplette Ruderbewegung mit dem ganzen Körper ausführen. Hier rudern Sportler mit eingeschränktem Sehvermögen oder leichten Amputationen. Nur der Vierer ist paralympisch.
- Mixed-Vierer mit Steuermann/-frau (PR3Mix4+)
- Mixed-Doppel-Zweier (PR3Mix2x)
- Männer-Riemen-Zweier (PR3M2–)
- Frauen-Riemen-Zweier (PR3W2–)

## Distanzen
Da viele Regatten auf Naturstrecken stattfinden, gibt es Regatten über äußerst viele Distanzen. Im Folgenden sind die häufigsten aufgeführt.
| Länge     | Art                      | Anmerkungen und Beispiel |
| --------- | ------------------------ | --- |
| 350–500 m | Sprintstrecke            | Ruder-Bundesliga, Vienna Nightrow, Deutsche Sprintmeisterschaften; Standardstrecke für Kinder unter 12 Jahren                                |
| 1000 m    | Normale Distanz          | Standardmittelstrecke der 12- bis 14-jährigen Kinder, und der Masters sowie im Hochschulrudern                                               |
| 1500 m    | Normale Distanz          | Standardmittelstrecke für 15/16-Jährige (Junioren B)                                                                                         |
| 2000 m    | Olympische Distanz       | Standardmittelstrecke der Senioren A (offene Klasse), Junioren A (U19) und Senioren B (U23)                                                  |
| 3000 m    | Langstreckenrennen       | Standardlangstrecke für 12- bis 14-Jährige und Jüngere (Kinder)                                                                              |
| 6000 m    | Langstreckenrennen       | Standardlangstrecke für B-/A-Junioren und Senioren. Rennen gibt es in zum Beispiel in Dortmund (Zentrale Langstrecke) und Leipzig (Frühtest) |
| 6800 m    | Langstreckenrennen       | Boat Race und Head of the River Race |
| 42.800 m  | Rheinmarathon Düsseldorf | Die Wasserstraße Rhein neben Großschifffahrt flussabwärts von Leverkusen bis Düsseldorf                                                      |

## Weltbestzeiten
Bis in die Mitte der 1950er Jahre gab es in den olympischen Ruderdisziplinen offizielle Weltrekorde. Da diese aber sehr stark von äußeren Einflüssen wie zum Beispiel Strömung, Wind und Wellen, aber auch von der Wassertiefe- und temperatur abhängen, werden heute keine offiziellen Weltrekorde mehr geführt. Um dennoch Vergleichsmaßstäbe zum Beispiel bei Weltmeisterschaften bieten zu können, führt die FISA offizielle Weltbestzeiten.

## Altersklassen
Wettkämpfe werden für verschiedene Altersklassen ausgeschrieben:
- Kinder (bis 14 Jahre, in Österreich heißt diese Altersklasse Schüler, in der Schweiz „Junioren C“ [Junioren C = 14 Jahre und Jünger]),
- Junioren B (U17, werden im laufenden Kalenderjahr 15 oder 16 Jahre alt),
- Junioren A (U19, werden im laufenden Kalenderjahr 17 oder 18 Jahre alt),
- Senioren B (U23, werden im laufenden Kalenderjahr 19 bis 22 Jahre alt),
- Senioren A (offene Altersklasse)
- Masters (Mindestalter 27 Jahre).[5]

Das Rudern auf Regatten in der Masterskategorie beginnt für den Ruderer in dem Jahr, in dem er/sie das 27. Lebensjahr vollendet. Dabei gibt es folgende Altersklassen:
- Masters A: Mindestalter 27 Jahre
- Masters B: ab 36 Jahre, im Mannschaftsboot Mindestdurchschnittsalter 36
- Masters C: ab 43 Jahre, im Mannschaftsboot Mindestdurchschnittsalter 43
- Masters D: ab 50 Jahre, im Mannschaftsboot Mindestdurchschnittsalter 50
- Masters E: ab 55 Jahre, im Mannschaftsboot Mindestdurchschnittsalter 55
- Masters F: ab 60 Jahre, im Mannschaftsboot Mindestdurchschnittsalter 60
- Masters G: ab 65 Jahre, im Mannschaftsboot Mindestdurchschnittsalter 65
- Masters H: ab 70 Jahre, im Mannschaftsboot Mindestdurchschnittsalter 70

Im Mastersrudern gibt es mehrere Besonderheiten. Einerseits gibt es einen Altersausgleich zwischen den Ruderern, da das Durchschnittsalter gebildet wird (z. B. kann ein Masters-C-Zweier aus einem 60-jährigen und einem 28-jährigen Ruderer (Vater und Sohn) bestehen). Des Weiteren dürfen im Mastersbereich weibliche Steuerleute Männerboote (und umgekehrt) steuern.

## Gewichtsklassen
Neben den Altersklassen wird im Kinder-, Junior- und Seniorbereich auch noch in zwei Gewichtsklassen unterschieden, Leichtgewicht und Normalgewicht (auch Offene Klasse). Für eine detaillierte Liste der zulässigen Gewichtsobergrenzen siehe: Leichtgewicht (Rudern)#Gewichtsgrenzen und Wiegen.

## Training
Neben dem Training auf dem Wasser gibt es für Rennruderer viele weitere Möglichkeiten, ihr Training zu gestalten. Die gebräuchlichsten sind im Folgenden kurz aufgeschlüsselt.

### Ruderergometer

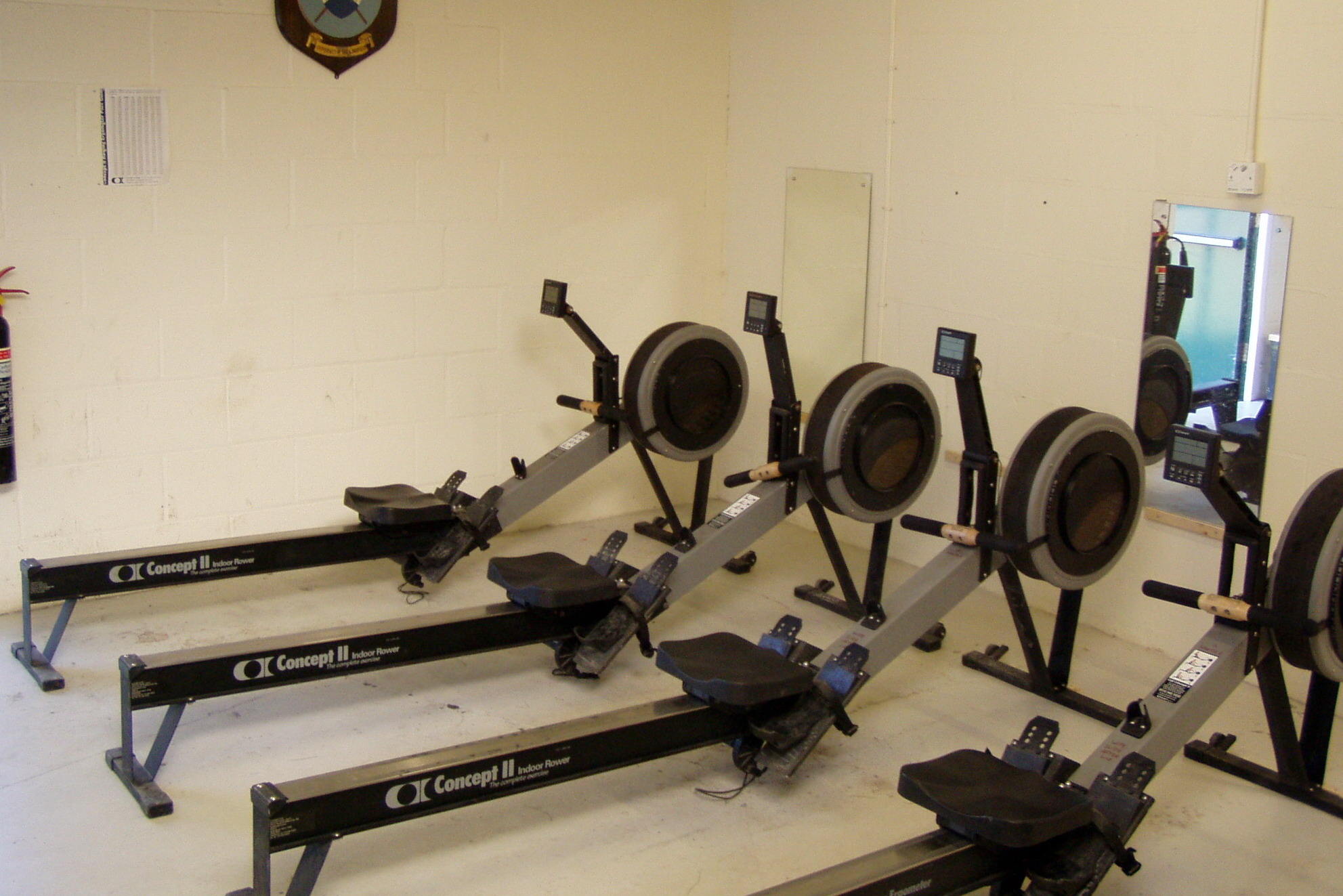
Ruderergometer

Ein Ruderergometer ist ein Sportgerät, auf dem die Bewegung beim Rudern simuliert wird. Es wird hauptsächlich für das Ausdauertraining im Winter genutzt und eignet sich auch gut für einen Leistungsvergleich bei den Sportlern.
Das Ruderergometer erfreut sich inzwischen auch über den Rudersport hinaus, zum Beispiel in Fitnessstudios, großer Beliebtheit.

### Krafttraining
Da Rudern eine Kraftausdauer-Sportart ist, ist Krafttraining, vor allem im Rennrudern unerlässlich.